# Campeonato Mundial de Halterofilia de 1907
El X Campeonato Mundial de Halterofilia se celebró en Fráncfort (Alemania) el 19 de mayo de 1907 bajo la organización de la Federación Internacional de Halterofilia (IWF) y la Federación Alemana de Halterofilia.
En el evento participaron 23 halterófilos de 3 federaciones nacionales afiliadas a la IWF.

## Medallistas
| Evento | Oro                         | Plata                          | Bronce                    |
| ------ | --------------------------- | ------------------------------ | ------------------------- |
| -70 kg | Johannes Zebrowsky Alemania | Virgile Guerraz · Suiza        | Heinrich Glenzer Alemania |
| 80 kg  | Andreas Lutz Alemania       | Johann Formberger Alemania     | Hans Abraham Alemania     |
| +80 kg | Heinrich Rondi Alemania     | Heinrich Schneidereit Alemania | Georg Schleidt Alemania   |

## Medallero
| Núm. | País     | Oro | Plata | Bronce | Total |
| ---- | -------- | --- | ----- | ------ | ----- |
| 1    | Alemania | 3   | 2     | 3      | 8     |
| 2    | Suiza    | 0   | 1     | 0      | 1     |
|      | TOTAL    | 3   | 3     | 3      | 9     |